# ぐっさん家〜THE GOODSUN HOUSE〜
『ぐっさん家 〜THE GOODSUN HOUSE〜』（ぐっさんち ザ・グッドサン・ハウス）は、東海テレビほかで放送されているバラエティ番組。通称「ぐっさん家」。製作局の東海テレビでは2003年4月5日放送開始。

## 概要
「ぐっさん」こと山口智充が東海3県のお店を巡る番組である。山口は名古屋市内にあるアパートの一室を借りて生活しており、そのアパートを拠点に東海3県各地の名所を散策するという設定で出演している。
山口が住んでいるという設定のアパートは実際に名古屋市内にある物件で、番組の収録はそこを拠点に行われている。山口はこの番組の収録時には、屋外ロケの際に買い漁った家財道具や生活用品を使用している。2009年頃から東海テレビ本社内のスタジオにアパートの室内を再現してゲストを招き、観覧希望者も入れて公開収録形式で放送されることがあったが、2016年8月現在公開放送は行われていない模様。
屋外ロケにおいては、山口が飲食店で出される料理を食べたり、街をブラブラしながら道行く人と話をしたり、スポーツをしたり、ドライブをしたり、大型自動二輪車の免許を取得してツーリングをしたりとその内容は至ってシンプルで、バラエティ番組らしい企画は少ない。その一方で、かなり凝った演出を入れる回もある。また、年に数回ほど遠方の名所まで旅することもある。番組制作陣もロケに参加するのがこの番組の特徴で、参加者は山口と一緒にその日の企画を楽しんでいる。ADの「石賀君」といった名物キャラクターも輩出した。
この番組は、当初、製作局の東海テレビのみで放送されていたが、長寿番組化するとともに徐々にネット局を増やしていった（ネット局についての詳細は後述）。東海テレビでは当初から一貫して土曜日に放送されているが、放送時間の変動が多く、16時台 → 13時台 → 16時台と移動を繰り返していた。そして、2010年10月2日放送分からは『発見!わくわくMY TOWN』の後番組として18時30分枠で放送されることになった。ただし、東海テレビが一貫して土曜日18時30分からの放送に拘るがゆえ、キー局であるフジテレビが土曜18時30分から放送するスペシャル番組については東海テレビでは19時からの短縮版で放送されることがある。 
なお、番組の再放送は東海テレビでのみ、日曜日の夕方に不定期で行われている。山口自身は2020年3月28日まで土曜日午前の関西テレビ制作の生放送番組『にじいろジーン』に出演していたため東海テレビでは本番組と合わせ土曜日に2つの番組がレギュラーとして放送されている形となっていた。
2020年5月9日から6月27日の放送分まで新型コロナウイルス感染症の流行による緊急事態宣言の発令より山口が来名しての番組ロケが不可能な為、過去の再放送が本放送の時間帯でも実施された。2020年7月4日から通常放送が再開されていたが、2021年1月30日の放送のエンディングで新型コロナウイルス感染症の再流行による緊急事態宣言の再発令より番組ロケが不可能な為、2021年2月6日放送分より過去の再放送が本放送の時間帯でも実施される事が発表された。名古屋（含む東海三県）でのロケの再開までは、山口が東京都内のハウススタジオへ赴き、名古屋にいるスタッフの間をリモートで繋いでのロケも行われた。
2020年7月27日午前0時20分ごろ、番組開始から当初使用していた物件の1階居酒屋から出火し、建物は全焼した。2021年4月3日の放送より新居に引っ越し、通常放送も再開された。

## 出演者

### メイン
山口智充（DonDokoDon）
名古屋市内のアパートの一室を借り、そこで日々暮らしながら東海3県での生活を楽しんでいるという設定で出演。山口はこの番組のロケを通じて様々な場所を訪れており、名古屋市内ではセントラルパーク、名古屋テレビ塔、金山総合駅、大須商店街、名古屋港などを、市外では豊橋市、知立市、江南市、ラグーナ蒲郡、日本モンキーパーク、鳳来町（現在は新城市）、美浜町、南知多町、日間賀島（以上愛知県）、下呂町（現在は下呂市）、高山市（以上岐阜県）、伊勢神宮、ジャズドリーム長島（以上三重県）などを訪れた。また、軽井沢町（長野県）や京都府、高知県などの国内の遠隔地。台湾や香港といった海外へも訪れている。

### ナレーター
この番組のナレーションは、通常の音声のみのナレーションと、その回で山口が取る行動のあらすじを講談・浪曲風に語るナレーションシーンによって構成されている。
現在
春野恵子
浪曲師。神田山陽に代わり2016年10月1日放送分から担当。あらすじ紹介シーンでは春野の背後（画面向かって右奥）にいる曲師（〜2025年4月12日：一風亭初月・同4月19日〜：虹友美／沢村博喜／藤初雪）が演奏する三味線に合わせて語っている。
過去
神田山陽
講談師。2003年4月5日放送分から2005年9月24日放送分まで担当した後、文化庁の文化交流使としてイタリアへ留学。2006年11月に帰国して番組に復帰した。2016年9月24日放送分をもって卒業。
国本武春
浪曲師。2005年10月1日放送分から担当。神田が復帰してからはほぼ隔週ペースで交互にナレーションを担当していた。
高井一（東海テレビアナウンサー）
この番組のナレーションは基本的に上記の2人が担当しているが、時折高井がナレーションを担当する回がある。その際には『FNN東海テレビスーパーニュース』のニューススタジオからニュース風に紹介するシーンもある。
2014年以降は国本や高井の出演は無く、ナレーターは神田1人に固定されていた模様。なお2015年12月に国本が急逝した後も、番組公式サイトでは国本がキャストの1人として挙げられていたが、2016年4月時点では削除済となっている。

### 大橋さんと小橋さん
名古屋市内の煙突の天辺に住んでいるという鳥。
大橋さん
生物学上での分類は脊椎動物鳥綱キツツキ目オオハシ科オオハシ。その回で山口が取る行動を観察し、番組の所々で視聴者にその時点までのあらすじなどを伝えている。鳴き声は「ハタハタッ!」。
小橋さん
生物学上での分類は大橋さんの子供。父親と同様に山口のその日の行動を伝える役割を担っているが、父親よりも優れた着眼点でより事細かに紹介する。鳴き声は「パタパタッ!」。
長らくマスコットキャラクターとして番組に登場。2013年に『ハレルヤキッド』が登場したのを機に番組からは姿を消し、番組ホームページ等で見られるのみとなっていたが、2017年10月からオープニング及び番組途中に放送されるアニメーションに再登場。大橋さんの「ハタハタッ!」の声も聞くことが出来る。

### スリーハラペコアニマルズ
着ぐるみ姿で登場する3人組。2009年現在の放送ではウサギ?とミッキー?の2人だけが出演している。3人組だった頃は山口に同行し、「腹減ったなぁ…。」のセリフを合図に背後で踊り出す。山口がフレームアウトした（画面内から外れた）のち、タヌキ?とウサギ?が何かしらの理由を付けて喧嘩をし始め、ミッキー?が「嫌だよぉ。やだやだ…。」と言って場を締める。タヌキ?の脱退後は『ハラペコアニマルズ』と改称。2022年7月現在、ミッキー?が番組のあらすじを紹介するナレーターの画面左側に陣取り、場を盛り上げるのが主な役目となっている。なお、それぞれの名前に「?」が付いているが、これが公式の名称。
タヌキ?
演 - 山口大介（けんだま）
2006年3月に脱退。
ウサギ?
演 - 泉聡（オレンジ）
TEAM THE GOODSUN HOUSEメンバーとしても出演。2022年6月2日に自身の飲酒運転での事故により、事実上の脱退。
ミッキー?
演 - 田中哲也（オレンジ）
TEAM THE GOODSUN HOUSEメンバーとしても出演。上記のウサギ?こと泉の不祥事で、それ以前に収録された2022年6月4日以降に登場予定のあらすじ紹介映像が数本お蔵入りとなった後、単独出演となる。

### ハレルヤキッド
2013年に登場した番組の新マスコットキャラクター。山口がデザインを手がけたもので、少年の姿をしており、太陽マークの付いた白い帽子をかぶり、胴体は山口が番組内で愛用している白いジープとスイカを組み合わせたデザインになっている。番組公式サイトにあるプロフィールによると、性格は「とにかく元気いっぱい！何でも前向きな男の子　晴れた日と太陽が大好き！」、大好物は「スイカ・タコ・肉・トウモロコシ・梨・わらび餅」とある。アニメーションの他に着ぐるみもあり、着ぐるみは神田山陽のあらすじ紹介の際に神田の背後に陣取り場を盛り上げる他、「ぐっさんち なごやずかん」のコーナーでは街へ出掛けていた。しかし、2016年10月にナレーターが春野恵子に交代したのを機に着ぐるみは姿を消した。アニメーションはタイトルコールや視聴者プレゼントのコーナー等に登場し、時々「イェーイ!」という歓声を上げる。なお、着ぐるみは2024年時点で保管されており、8月20日に放送された「祝1000回！ゴールデンだよ！ぐっさん家　博多華丸・大吉さんとぐ典の旅！」の中で、山口が東海テレビ本社の美術倉庫を訪れた際に再会している。

## 主なゲスト
この番組のゲストは、山口にその存在すら知らせずにドッキリで登場することが多い。また、ゲストが来るということだけは知らされているものの、誰が来るかは秘密というパターンもある。
- 高見映（NHK教育テレビ『できるかな』のノッポさん） - 少年時代の山口憧れの人。ぐっさん家への来訪を望む手紙を書く回から、実際に来訪。
- 木村充揮（ブルースバンド憂歌団リードボーカル） - 番組初のシークレットゲスト。山口憧れの歌手。
- 渡辺美里 - 山口憧れの歌手。ぐっさん家に招き入れたり、軽井沢デートをしたり、ドライブデートをしたり、渡辺のコンサートに山口がゲスト出演したり、逆に渡辺が山口の「ザ・グッドサンハウス ライブSHOW」に映像出演したりするなど登場頻度が高い。
- 山口賢浩（山口の実兄）
- 横山剣（クレイジーケンバンド） - 2003年8月9日放送分で、山口がアイスを食べながら市民プールから帰る途中にオープンカーに乗って現れ、「夏、プール、アイス、いーねっ!」と言い残して去っていった。このようなオープンカーに乗って一言残すパターンが横山出演時の定番になった。そのため、出演回数は多いものの山口との絡みは少なく、3度目の出演にしてようやく山口と会話をした。横山はこの番組を気に入っており、似たような番組をやりたがっている。
- 戸田恵子 - かつてはしばしばゲスト出演していた。
- 沢信之（タックイン） - 地元名古屋吉本所属の芸人。特技のルービックキューブを披露するために、天体観測が趣味である沢が名古屋市科学館でプラネタリウムを観ていたところをぐっさん家に呼び寄せられたのが初登場の経緯。それ以降も沢は時折番組に出演している。
- 笑福亭鶴瓶
- 山本耕史
- ブラザートム - この番組を気に入っており、ある所で「トムさん家」という企画を提案したらパクリであることを指摘されたと語っている。
- トータス松本
- 西川かの子
- 今いくよ・くるよ
- ぼんちおさむ
- 甲斐よしひろ
- 西城秀樹
- 泉谷しげる
- 長原成樹
- 佐藤弘道
- 中村あゆみ
- 羽田美智子
- 西川ヘレン
- 木村明浩（バッファロー吾郎） - かねてからこの番組を観ていたらしく、出演オファーも出していたという。その結果、後述の「ザ・グッドサンハウスライブSHOW」のオープニング映像クリップに出演。さらに、飛騨高山へのドライブ企画でサプライズゲストとして出演を果たした。
- 博多華丸・大吉
- はるな愛
- 照英
- 又吉直樹
- ベッキー
- 山下健二郎
- 神奈月
- 田中律子
- ジョン・カビラ
- 明石家さんま - 2018年1月1日に放送された『お正月だよ！ぐっさん家！名古屋にさんまさんがやって来ちゃったよSP』にてサプライズゲストとして、東海テレビ制作の番組には25年ぶりに出演。

ほか

## シリーズものの企画
行列の店へ行く
視聴者から寄せられた情報等を元に、飲食店へ出かける企画。グルメリポートを専門とする番組では複数軒の店を回るのが一般的だが、この番組の企画では1軒のみをたっぷり時間をかけて取材することが多い。
46分テープドライブ旅
山口が選曲した46分間のカセットテープを聴きながらドライブをする企画。テープが終了した時点で目的地にたどり着けなかったとしても、旅も終了となる。
ドライブ
自動車に乗って気ままに旅をする企画。実施し始めたばかりの頃は時間切れによって旅が中途半端に終わったりもしたが、後に目的地を決めてドライブをするようになった。企画初期では日産・サニートラックに乗車していたが、2009年現在では三菱・ジープを愛車に用いている。現在のジープは相当程度車高を上げる改造をしているが、適法な手続きが取られているか明らかにされていない。
買い物
山口が住む部屋に置く家財道具を買いに家電量販店やアウトレットモールなどへ行く企画。山口はこの企画の最中に四角フェチぶりを発揮する。
建物探訪
名古屋の様々なマイホームを拝見する企画。山口はこの企画においても四角フェチぶりを発揮する。
男たちの旅シリーズ
番組の制作スタッフとともに遠隔地まで旅をする企画。鳳来町（現・新城市）の赤引温泉や岐阜県の下呂温泉などといった比較的名古屋から近く、かつそれなりに距離がある場所まで出掛けるのがメインだが、時には北海道などといった遥か遠くの土地まで出掛けることもある。
誰かさんとキャッチボール
公園にいる人たちと気ままにキャッチボールをする企画。サプライズゲストが登場した際には、彼らとキャッチボールをすることもある。
ぐっさん車窓から
『世界の車窓から』のパロディ企画で、電車で目的地まで向かう途中でワンコーナーとして放送される。
リアル野球盤
草野球場に野球盤をセッティングしてキックベースボールをする企画。スタッフをチームメンバーに、少年草野球チームなどと対戦する。
○○部（TEAM THE GOODSUN HOUSE ; チーム ザ グッドサンハウス）
上記のリアル野球盤から派生した企画で、チームスポーツをする。流しそうめんやわんこそばなど真剣に取り組むのがばかばかしく感じるようなことを、スポ根アニメのようなノリで敢えて真剣に行う。他のスタッフがリアル野球盤や旅などを楽しむ中、前述の石賀君だけがゲームボーイやファミコンを孤独に黙々とプレイし、山口に怒られてしまうなどといった予定調和ネタが多く含まれている。なお、石賀君はその後ディレクターに昇格した。
大型二輪免許取得に挑戦 → ツーリング旅
山口が通常の番組収録の合間に、名古屋市内の自動車教習所でスタッフ3人とともに6か月間かけて大型バイク（大型自動二輪車）の免許を取得。そして、男4人で北海道までツーリングの旅に出掛けた。その後も渥美半島の伊良湖岬までツーリングしたり、派生企画として原チャリ（原動機付自転車）でのツーリングを行っている。
ヨコワケハンサムぐっさん
山口が正装でフランス料理、中華料理、懐石料理を堪能する企画。
一貫寿司巡り
山口が和服姿で名古屋市内の寿司店を巡り、その店おすすめの一貫だけを食べ歩く企画。
○○時の方向へ○○km進む旅
初回放送で訪れた大須商店街をスタート地点とし、放送年数の数の時計の方向へ、数の分の距離を旅する。スタート時刻も年数にかけられている。元々は2012年の番組10周年企画として山口がプロデュースしたもので、2013年以降も毎年春に放送されている。
「ザ・グッドサン・ビーチハウス」プロジェクト
ぐっさん家の第2の拠点となる別宅を知多半島（美浜町）の海沿いに建てるプロジェクト。
2017年夏に設計段階からスタートし、2018年春時点で2基のコンテナハウスが完成している。

## 演出
舞台設定や毎回の企画内容に加え、その独特の演出技法もこの番組の特徴になっている。2006年3月以前と2006年4月以降とでは演出が大きく異なっている部分がある。
オープニング
各回ごとに「ぐっさん、○○するの巻」などといったサブタイトルが付けられる。2006年3月以前は各回のサブタイトルはテロップで表示されるのみでナレーション等は付かなかった。2006年4月からは山口自らがタイトルコールをするようになった。このタイトルコールはCM明けにも挿入されるようになった。
スリーハラペコアニマルズ
以下は食事シーンの前によく行われていたお約束のやり取りである。
1. 山口が「あー、腹減ったなー」と言う。
2. 突然、着ぐるみ3人組（スリーハラペコアニマルズ）が現れ、山口と一緒に踊り出す。
3. 音楽が終わると同時にアニマルズが倒れる。
4. 山口があるあるネタを言って画面からはける。
5. アニマルズのミッキー?がウサギ?に対して怒り出す。
6. タヌキ?が「やだよぉ、やだやだ」と言って仲裁する。
7. これらを行ってから食事シーンに入る。

ただし、回を重ねるごとに徐々に型から外れていき、末期では原型を留めていない状態になっていた。2006年4月からはタヌキ?が脱退して「ハラペコアマルズ」となり、このやり取りは無くなった。代わりに、番組の合間に挿入される講談風のあらすじ紹介のシーンで、神田や国本の後ろで踊ったりするようになった。
大橋さんと小橋さん
大橋さんと小橋さんの登場シーンは番組中の随所に挿入される。主にその回での山口の行動を語って、その時点までのあらすじを紹介するのが彼らの役割だった。2006年4月からは各回のタイトルコール時に画面の端に登場するのみとなった。2007年4月からはタイトルコールの演出が少し派手になった。しかし2013年に『ハレルヤキッド』が登場して以降、タイトルコール時には大橋さんと小橋さんに代わってハレルヤキッドのアニメーションが登場する様になり、オンエア上は大橋さんと小橋さんは一時姿を消したが、その後のリニューアルで「ぐっさん家の玄関から部屋に入る」演出が加わり、大橋さんと小橋さんも再び登場するようになった。
町歩きデジャビュ
山口が一度行った街にもう一度行き、スタッフは前回と全く同じ展開になるように仕込みをする。
情熱大陸
毎年秋頃にはなぜかドキュメンタリーのような演出になり、『情熱大陸』のテーマ曲が使われる回がある。
アフロヘアーズ
初期にはスタッフが色とりどりのアフロヘアーのカツラを被りながら撮影を行っていた。2009年現在の収録では行われていないようである。

## ミニコーナー
いずれも番組後半のCM前に放送される。
ぐっさんのごきげんレディオSHOW
ラジオのDJに扮した山口がアパートの自室で自ら選曲した音楽をBGMに視聴者からのお便りを紹介するコーナー。
ぐっさんち なごやずかん
2015年6月から始まった新コーナー。山口扮するキャラクター「グット兄さん」が名古屋の街にあるいろいろなものを紹介するもので、ハレルヤキッドがその現場を訪れる。
気になるぐっさん家
2016年9月頃から始まった新コーナー。「ぐっさんが番組中よく口にする『谷やん』とは何者か」等、番組に関する視聴者からの素朴な疑問を解明するコーナー。

## 特別企画

### 東海テレビまつり
2005年11月5日から11月6日まで、久屋大通公園にて野外イベント「やっぱイチバン!東海テレビまつり2005 produced by ぐっさん家」が開催された。8回目を迎えたこの回の東海テレビまつりは『ぐっさん家』によるプロデュースで、過去に山口が考案した「イカパン」が400円で販売された。また、会場ではこの番組で山口が住むという設定のアパート「ぐっさん家」の室内を再現したブースや、番組企画の「リアル野球盤」を再現したブースがあり、来場者はぐっさん家ワールドを体感することができた。
イベント開催期間中の11月5日放送分では、放送時間を17時20分までに大幅に拡大しての生放送が行われた。内容は、その日に訪れるサプライズゲストのためにぐっさん家でお手製カレーライスを作ってもてなし、その後で東海テレビまつりの会場まで移動するというものだった。サプライズゲストは名古屋駅での登場時より覆面を被り、山口だけでなく視聴者にもその正体が分からないようにしていた。ゲストは名古屋駅での進行役を務めた高井一とともにオープンカーでぐっさん家まで移動した後、部屋の中で覆面を取った。その結果、ゲストはトータス松本だと判明した。トータスは東海テレビまつりの会場までの移動中、山口が作ったカレーライスを一緒に食べていた。会場への到着後は2人で「バンザイ 〜好きでよかった〜」を観客たちの前で熱唱し、その日の生放送は終了した。

### ザ・グッドサンハウスライブSHOW
2006年7月23日、愛知県知多郡美浜町の小野浦海岸にて野外イベント「ザ・グッドサンハウス ライブSHOW」が開催された。これは、東海テレビが主催する「まるごと夏まつり 美浜海遊祭2006」の一企画として催されたライブコンサートで、山口がその日のゲストとともに歌やトークを披露していた。ゲスト勢は木村充揮、ぼんちおさむ、オレンジ、ブラザートム、山口賢浩（山口の実兄）といった過去に番組に出演した芸能人のほか、シークレットゲストとして西城秀樹や泉谷しげるが訪れ、山口とのセッションを楽しんだ。

### 名古屋民放5局によるあいのり企画
東海テレビほか名古屋の民放テレビ局5局が共同製作した地上デジタル放送推進特番『民放5局史上最大のコラボレーション!地デジ夏祭り2006』が2006年8月12日に放送されるのに先駆け、各局の人気番組の出演者が他局の人気番組にゲストで出演するというコラボレーション企画が実施された。その際にこの『ぐっさん家』が東海テレビの代表番組に選ばれ、CBCテレビの『そこが知りたい 特捜!板東リサーチ』で進行役を務めている板東英二が出演した。この当時はまだ番組の収録は4:3比の標準画質で行われていたが、この日のみハイビジョンで放送され、アナログ放送でもレターボックス形式で放送された。なお、山口はテレビ愛知の『遊びに行こっ!』に出演した。

## スタッフ
- 構成 - 荻巣しぐれ、森下ゆうじ、濱田健吾リブー
- AP - 松永麻子
- ディレクター - 柳田俊介、福岡正樹、名倉大悟
- チーフディレクター - 久野貴史
- プロデューサー - 安井一人・嶋崎悠介（東海テレビ）、石井英亮（よしもとクリエイティブ・エージェンシー）
- 制作・著作 - 東海テレビ

## 放送局

### 現在のネット局
2023年7月現在。
| 放送対象地域 | 放送局                  | 系列                          | 放送日時                     | 備考                       |
| ------------ | ----------------------- | ----------------------------- | ---------------------------- | -------------------------- |
| 中京広域圏   | 東海テレビ（THK）       | フジテレビ系列                | 土曜 18:30 - 19:00           | 製作局                     |
| 山形県       | さくらんぼテレビ（SAY） | フジテレビ系列                | 水曜 14:45 - 15:15           | [ 注 4 ]                   |
| 長野県       | 長野放送（NBS）         | フジテレビ系列                | 金曜 1:00 - 1:30（木曜深夜） | [ 注 5 ]                   |
| 兵庫県       | サンテレビ（SUN）       | 独立局                        | 水曜 20:24 - 20:53           | [ 注 6 ] [ 注 7 ] [ 注 8 ] |
| 大分県       | テレビ大分（TOS）       | 日本テレビ系列 フジテレビ系列 | 火曜 09:50 - 10:20           | [ 注 9 ]                   |

### 過去のネット局
打ち切り順に表記する。なお、以下の局のうち一部の局は不定期放送という形で現在も放送している。
| 放送対象地域 | 放送局                   | 系列           | 放送日時（打ち切り時点）      | 備考                |
| ------------ | ------------------------ | -------------- | ----------------------------- | ------------------- |
| 沖縄県       | 沖縄テレビ（OTV）        | フジテレビ系列 | 月曜 0:15 - 0:45 （日曜深夜） | [ 注 10 ]           |
| 石川県       | 石川テレビ（ITC）        | フジテレビ系列 | 土曜 15:30 - 16:00            | [ 注 11 ]           |
| 京都府       | KBS京都（KBS）           | 独立局         | 木曜 22:30 - 23:00            | [ 注 12 ] [ 注 13 ] |
| 青森県       | 青森放送（RAB）          | 日本テレビ系列 | 木曜 9:55 - 10:25             | [ 注 14 ]           |
| 日本全国     | BSフジ                   | BS放送         | 金曜 0:00 - 0:30 （木曜深夜） | [ 注 15 ]           |
| 栃木県       | とちぎテレビ（GYT）      | 独立局         | 水曜 23:35 - 翌0:05           | [ 注 16 ]           |
| 長崎県       | テレビ長崎（KTN）        | フジテレビ系列 | 金曜 15:55 - 16:24            | [ 注 17 ]           |
| 秋田県       | 秋田テレビ（AKT）        | フジテレビ系列 | 水曜 0:35 - 1:05（火曜深夜）  | [ 注 18 ]           |
| 新潟県       | NST新潟総合テレビ（NST） | フジテレビ系列 | 金曜 16:20 - 16:50            | [ 注 19 ] [ 注 20 ] |
| 福島県       | 福島テレビ（FTV）        | フジテレビ系列 | 火曜 10:50 - 11:19            | [ 注 21 ]           |
| 関東広域圏   | フジテレビ（CX）         | フジテレビ系列 | 日曜 13:00 - 13:30            | [ 注 22 ]           |
| 北海道       | 北海道文化放送（uhb）    | フジテレビ系列 | 日曜 6:25 - 6:55              | [ 注 23 ]           |
| 富山県       | 富山テレビ（BBT）        | フジテレビ系列 | 火曜 14:24 - 14:50            | [ 注 24 ]           |

### その他不定期放送・単発放送局
テレビ神奈川のみ独立局、それ以外はフジテレビ系列局。
- 神奈川県 - テレビ神奈川（tvk）
- 近畿広域圏 - 関西テレビ（KTV）
- 島根県・鳥取県 - さんいん中央テレビ（TSK）
- 岡山県・香川県 - 岡山放送（OHK）
- 愛媛県 - テレビ愛媛（EBC）
- 福岡県 - テレビ西日本（TNC）